# Madchalismus
Madchalismus (التيار المدخلي) ist eine Strömung bzw. Bewegung innerhalb des Pseudo-Salafismus, die auf den Schriften des Scheichs Rabīʿ ibn Hādī al-Madchalī. In Saudi-Arabien gegründet, verlor die Bewegung dort später ihre Unterstützung und wurde hauptsächlich in muslimische Gemeinschaften Europas verdrängt.

## Geschichte
Rabīʿ al-Madchalī, nach dem der Madchalismus benannt ist, war bis in die späten 1980er-Jahre ein Mitglied der saudi-arabischen Muslimbruderschaft. Die von ihm gegründete Bewegung steht dieser, aber auch dem rivalisierenden, nach Sayyid Qutb benannten Qutbismus deutlich entgegen. Seit seiner Gründung in den frühen 1990er-Jahren erfuhr der Madchalismus eine Förderung durch die saudi-arabische und die ägyptische Regierung, da er ein Gegengewicht zu den extremeren islamistischen Bewegungen darstellen sollte. Während dieser Zeit konvertierten zahlreiche radikale Dschihadisten zum Madchalismus, insbesondere in der salafistischen Hochburg Buraida.
Später prangerten jedoch zahlreiche hochrangige religiöse Persönlichkeiten Saudi-Arabiens den Madchalismus an; so gab es direkte Kritik seitens des saudi-arabischen Großmuftis und Mitglieds des Ständigen Komitees für Rechtsfragen, ʿAbd al-ʿAzīz Āl asch-Schaich. Daraufhin verlor die Bewegung schnell ihre Unterstützung innerhalb der arabischen Welt und ihren Einfluss in Saudi-Arabien. In den frühen 2010er-Jahren gründete sich ein madchalistischer Zweig im Westen Kasachstans, obwohl die kasachische Regierung Islamisten eher misstrauisch gegenüber steht. Ungeachtet dessen haben westliche Analysten die Bewegung als hauptsächlich nach Europa verdrängt bezeichnet. In den Niederlanden sollen beispielsweise die Madchalisten mit ihren Familien bereits über die Hälfte der Salafisten ausmachen.
Muhammad al-Madchalī (dem Bruder von Rabīʿ al-Madchalī und einer der führenden Köpfe der Bewegung) gegenüber loyale Islamisten zerstörten am 24. August 2012 Sufi-Schreine in der libyschen Stadt Zliten mit Baumaschinen und Planierraupen. Diese Handlung wurde von 22 Nichtregierungsorganisationen, dem Minister für religiöse Angelegenheiten des Libyschen Nationalen Übergangsrates, Hamza Abu Faris (حمزة أبو فارس), sowie der UNESCO-Generaldirektorin Irina Bokowa scharf verurteilt. Der Nationale Übergangsrat Libyens reichte bei der saudi-arabischen Regierung eine Beschwerde gegen Muhammad al-Madchalī ein. Im seit 2014 anhaltenden libyschen Bürgerkrieg sind Madchalisten weiterhin sowohl auf der Seite des GNA als auch der LNA aktiv.

## Dogma
Der Madchalismus wird oft mit dem Wahhabismus verglichen, wobei beide teils die gleichen Dogmen anderer Bewegungen übernommen haben. Medienanalysten haben wegen ihrer Differenzen untereinander generell vor der Gleichsetzung oder Verallgemeinerung solcher islamistischer Bewegungen gewarnt.
Während sich andere Gruppierungen des Islamismus oftmals diktatorischen Regierungen im Mittleren Osten widersetzen, wird die Madchalismus-Bewegung von diesen Regimes offenkundig unterstützt. Obwohl sie mit anderen salafistischen und islamistischen Gruppen gleichgesetzt werden, sind die Madchalisten besonders wegen ihrer Rivalitäten mit den salafistischen Dschihadisten und ihres Widerstandes gegen diese bekannt. Der Madchalismus wird als quietistisch und politisch inaktiv beschrieben. So unternimmt er im Gegensatz zu den meisten Salafismus-Bewegungen keine organisierten politischen Anstrengungen und geht sogar so weit, diejenigen, die an modernen politischen Systemen partizipieren, zu Abtrünnigen oder gar zu Apostaten zu erklären. Die politisch aktiven Salafisten werden von Anhängern des Madchalismus oft als Teil einer internationalen Verschwörung gegen den „echten Salafismus“ interpretiert. Andererseits gewähren westliche Geheimdienstbehörden beispielsweise der Vereinigten Staaten von Amerika sowohl einigen madchalistischen Vereinigungen als auch weiteren salafistischen Bewegungen finanzielle Unterstützung.
Die Interaktion mit nichtmuslimischen Gesellschaften, unter denen die meisten Madchalisten leben, stellt ebenfalls einen Unterschied gegenüber anderen islamistischen Bewegungen dar. Während die meisten Salafisten sich vom westlichen Umfeld abgrenzen, halten Madchalisten zumindest minimalen Kontakt mit nichtmuslimischen Kreisen. Sie zeigen auch kein Interesse, Nichtmuslime zum Islam zu konvertieren, und begnügen sich mit der Akzeptanz und dem Schutz ihrer Rechte als Minderheit.
Die Polemik der Madchalisten unterscheidet sich ebenfalls stark von derjenigen anderer salafistischer Gruppierungen. Ein typisches Merkmal soll zum Beispiel sein, den Gegner anzugreifen, anstatt den Diskurs zum eigentlichen Diskussionsthema zu führen. Dem Führer der Bewegung, Rabīʿ al-Madchalī, kommt im Gegensatz zu rivalisierenden Bewegungen wie dem Qutbismus eine zentrale Rolle zu. Generell wird den Madchalisten ein besonderer Eifer bei der Verteidigung ihres Führers zugeschrieben. Lob seitens salafistischer Gelehrter wird entweder dramatisiert oder überhöht. Zudem wird versucht, Salafisten mit abweichenden Ansichten zu unterdrücken und einzuschüchtern. Streng verboten ist ein Hinterfragen der madchalistischen Kleriker, das nur im absoluten Notfall erlaubt werden kann.